# بيتر كامبل (لاعب غولف)
بيتر كامبل (بالإنجليزية: Peter Campbell)‏ هو لاعب غولف أمريكي، ولد في 21 مارس 1985.

## وصلات خارجية
- بيتر كامبل على موقع رابطة لاعبي الغولف المحترفين (الإنجليزية)
- بيتر كامبل على موقع التصنيف العالمي الرسمي للغولف (الإنجليزية)